# 1558 no Brasil
Esta é uma cronologia dos fatos acontecimentos de ano 1558 no Brasil.

## Eventos
- Iniciada a povoação de Vila Nova do Espírito Santo de Abrantes.[1]
- 4 de janeiro: Mem de Sá assume o cargo de terceiro governador-geral do Brasil.
- 17 de janeiro: Redação da Confissão da Guanabara pelos huguenotes Jean du Bourdel, Matthieu Verneuil, Pierre Bourdon e André la Fon, numa prisão na ilha de Serigipe, atual Ilha de Villegagnon, no Rio de Janeiro. Possivelmente dois outros presos, Jean de Léry e Jacques Le Balleur, tenham tido envolvimento na redação.[2]
- 9 de fevereiro (sexta-feira): Jean du Bourdel, Matthieu Verneuil e Pierre Bourdon foram executados por heresia a mando do almirante revertido ao catolicismo Nicolas Durand de Villegagnon. André la Fon, teve a sua sentença comutada à prisão perpétua.
- Batalha do Rio de Janeiro na região da baía da Guanabara, que na época estava ocupada pelos franceses  (França Antártica), com vitória portuguesa.